# Sekwencja nukleotydów
Sekwencja nukleotydów – kolejność ułożenia czterech rodzajów nukleotydów (ACGT lub ACGU) w cząsteczce DNA lub RNA (odpowiednio).
Sekwencja nukleotydów w nici matrycowej DNA (dla jednego genu zwykle tylko jedna z dwóch nici jest transkrybowana; przyjmijmy, że jest to nić 3' → 5') determinuje kolejność 20 aminokwasów budujących cząsteczkę danego białka. Najpierw następuje transkrypcja tej nici DNA na nić mRNA (5' → 3'), której sekwencja jest taka sama, jak w nici niematrycowej DNA (5' → 3'). Kolejnym etapem jest translacja, czyli budowanie na podstawie łańcucha mRNA białek w rybosomach. Sekwencja aminokwasów w białkach odpowiada więc sekwencji nici matrycowej DNA.